# Liocarcinus vernalis
El cangrejo vernal (Liocarcinus vernalis) es una especie de crustáceo decápodo de la familia Portunidae nativo de aguas poco profundas. Durante mucho tiempo se pensó que era una especie predominantemente mediterránea, pero su zona de distribución conocida se amplió mediante una serie de observaciones en los años ochenta y noventa. Se extiende desde África Occidental hasta el sur del mar del Norte.